# Cobas (Negreira)
Cobas (llamada oficialmente Santa María de Covas) es una parroquia y un lugar español del municipio de Negreira, en la provincia de La Coruña, Galicia.

## Entidades de población
Entidades de población que forman parte de la parroquia:
- Cancelo (O Cancelo)
- Cobas (Covas)
- Padín
- Triáns

## Demografía

### Parroquia
| Gráfica de evolución demográfica de Cobas (parroquia) entre 2000 y 2018 |
|                                                                         |
| Datos según el nomenclátor publicado por el INE.                        |

### Lugar
| Gráfica de evolución demográfica de Cobas (lugar) entre 2000 y 2018 |
|                                                                     |
| Datos según el nomenclátor publicado por el INE.                    |